# Carmen Izquierdo

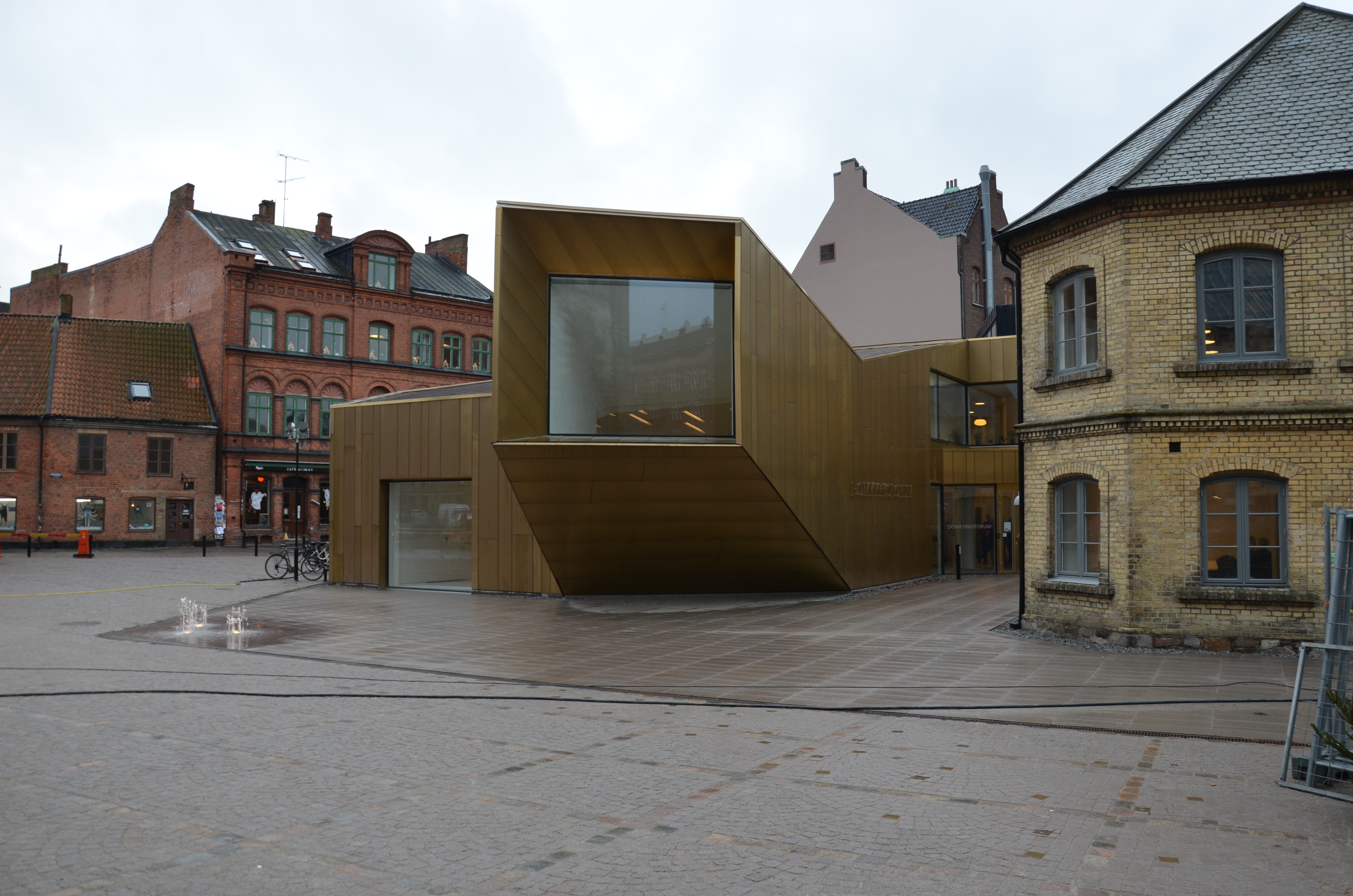
Domkyrkoforum i Lund

Carmen Luisa Izquierdo Lázaro, född 30 mars 1974 i Spanien, är en spansk-svensk arkitekt.
Carmen Izquierdo utbildade sig till arkitekt på Madrids arkitekturhögskola och har arbetat på arkitektfirmorna Abalos & Herreros och Bayón Arquitectura y Urbanismo, innan hon 2003 bosatte sig i Stockholm.
Carmen Izquierdo fick tillsammans med landskapsarkitekten Charlotte Lund Lunds stadsbyggnadspris för 2011 för nybyggnaden av Domkyrkoforum och utformandet av Domkyrkoplatsen. Carmen Izquierdo  tilldelades 2012 Kasper Salin-priset för Domkyrkoforum.